# Naoto Sakurai
Naoto Sakurai (桜井 直人, Sakurai Naoto) est un footballeur japonais né le 2 septembre 1975 à Saitama.